# Liste der Monuments historiques in Le Tréhou
Die Liste der Monuments historiques in Le Tréhou führt die Monuments historiques in der französischen Gemeinde Le Tréhou auf.

## Liste der Bauwerke
| Bezeichnung | Beschreibung | Standort | Kennzeichnung | Schutzstatus | Datum | Bild           |
| ----------- | ------------ | -------- | ------------- | ------------ | ----- | -------------- |
| Calvaire    |              | (Lage)   | PA00090475    | Inscrit      | 1926  | weitere Bilder |

## Liste der Objekte
- Monuments historiques (Objekte) in Le Tréhou in der Base Palissy des französischen Kultusministeriums